# Joseph Lambert
Joseph Lambert (nacido el 5 de febrero de 1961 en Jacmel) es un estadista haitiano, presidente del Senado de la República desde el 12 de enero de 2021, fue nombrado presidente provisional de la República por la mayoría de senadores y esperando investidura, la cual rechazaba el ex primer ministro en funciones Claude Joseph.

## Biografía
El 20 de noviembre de 2016 fue elegido senador por el Departamento Sureste y asumió el cargo prestando juramento el 9 de enero de 2017 por un período de seis años. Fue elegido presidente del Senado el 12 de enero de 2021.
El 9 de julio de 2021, fue designado por resolución del Senado para suceder interinamente al presidente Jovenel Moïse, asesinado dos días antes. Sin embargo, su designación es impugnada por el primer ministro interino Claude Joseph. Esta decisión cuenta con el apoyo de muchos partidos parlamentarios, incluido el PTHK del difunto presidente. Ariel Henry también es confirmado como primer ministro.